# We Made It (Busta Rhymes)
We Made It è un singolo del rapper statunitense Busta Rhymes, pubblicato il 30 giugno 2008.

## Descrizione
Prodotto dal duo Cool & Dre con Mike Shinoda alla produzione esecutiva, il singolo avrebbe dovuto essere il primo estratto da un album del rapper intitolato Blessed, venendo tuttavia accantonato. Il brano ha visto la partecipazione del gruppo musicale statunitense Linkin Park (sebbene i soli Chester Bennington, Shinoda e Brad Delson abbiano preso parte alla sua realizzazione) e rappresenta il primo nella loro carriera dove figurano come artisti ospiti.
Il brano è stato usato dall'NBA per i Playoff della Western Conference.

## Video musicale
Il video, diretto da Chris Robinson, è ambientato in un magazzino abbandonato, dove nel mezzo cantano Busta Rhymes, Chester Bennington e Mike Shinoda; in altre scene del video è possibile vedere altri personaggi, tra cui gli Styles of Beyond, Bishop Lamont e il cestista Lamar Odom.
Il dietro le quinte del video è stato pubblicato nel canale YouTube dei Linkin Park.

## Tracce
Testi di Trevor Smith, Marcello Valenzano, Andre Lyon, Mike Shinoda e Eddie Montilla. Musiche di Cool & Dre, Mike Shinoda, Brad Delson ed Eddie Montilla.
CD promozionale – 1ª versione (Europa), CD singolo (Australia, Giappone, Regno Unito), download digitale
1. We Made It (Album Version) – 3:58
2. We Made It (A Capella) (Edit) – 2:59
3. We Made It (Instrumental) – 3:58
4. We Made It (Video) – assente nelle edizioni promozionale, australiana e digitale

CD promozionale – 2ª versione (Europa)
1. We Made It (Album Version) – 3:58
2. We Made It (Instrumental) – 3:58
3. Don't Touch Me (Trow Da Water on 'Em) (Clean) – 3:36

CD singolo (Germania)
1. We Made It (Album Version) – 3:58
2. We Made It (A Capella) (Edit) – 2:59

## Formazione
Hanno partecipato alle registrazioni, secondo le note di copertina:
Musicisti
- Busta Rhymes – voce
- Linkin Park
  - Chester Bennington – voce
  - Mike Shinoda – voce, chitarra
  - Brad Delson – chitarra
- Eddie "Crack Keys" Montilla – tastiera
- Cool & Dre – basso, sintetizzatore, campionatore, batteria

Produzione
- Cool & Dre – produzione
- Mike Shinoda – coproduzione, registrazione (MegaForce Studios)
- Gina Victoria – registrazione (The Record Room Studio)
- Rande Johnson – registrazione (Buzz Soundwerks)
- Neil Pogue – missaggio

## Classifiche
| Classifica (2008)             | Posizione massima |
| ----------------------------- | ----------------- |
| Australia                     | 37                |
| Austria                       | 16                |
| Canada                        | 40                |
| Germania                      | 11                |
| Irlanda                       | 24                |
| Norvegia                      | 11                |
| Nuova Zelanda                 | 13                |
| Regno Unito                   | 10                |
| Regno Unito (hip hop and R&B) | 3                 |
| Stati Uniti                   | 65                |
| Svezia                        | 24                |
| Svizzera                      | 17                |